# Cereali integrali

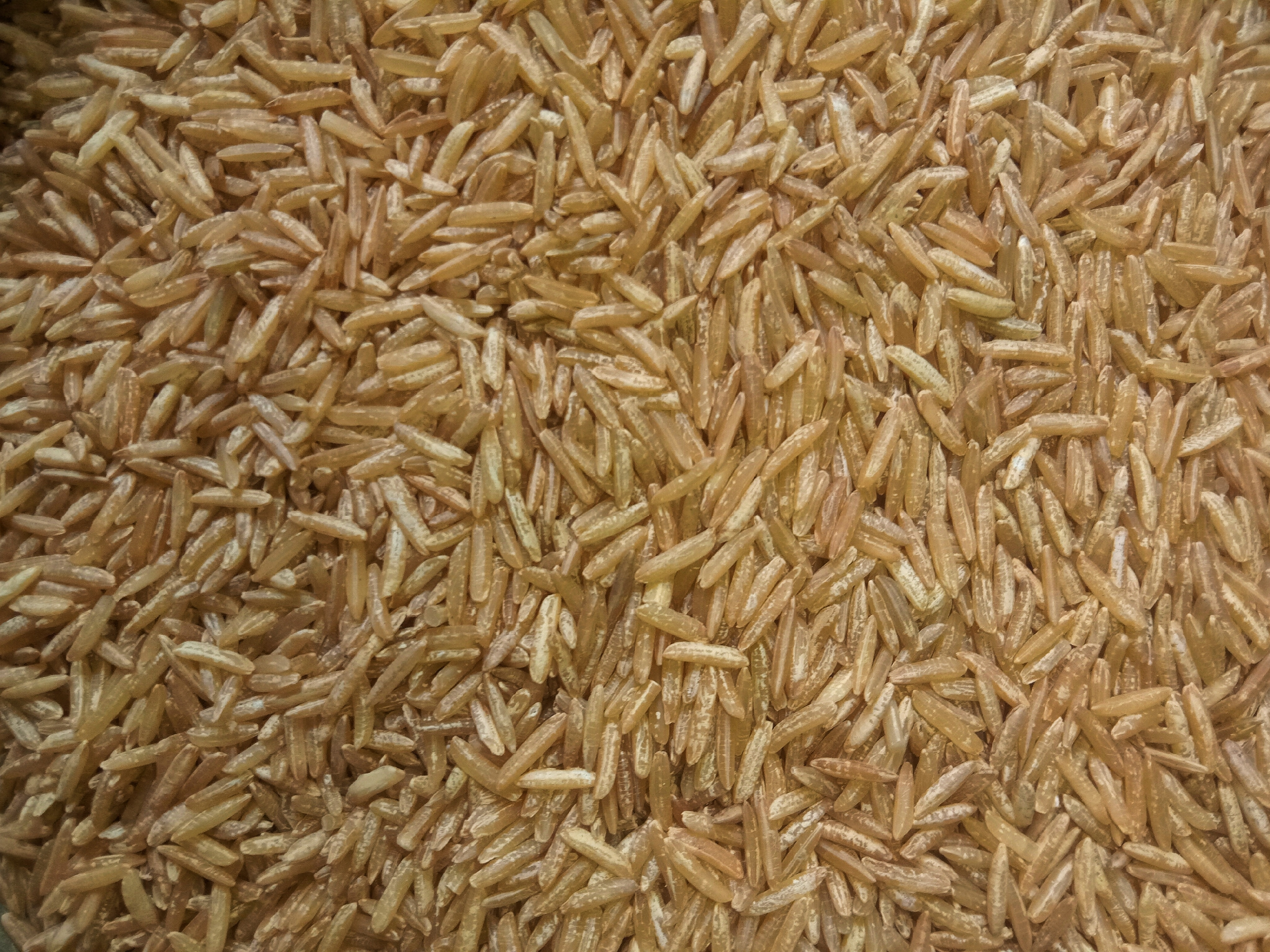
Riso integrale

I cereali integrali sono i cereali e gli pseudocereali che contengono l'endosperma, il germe e la crusca a differenza dei cereali raffinati, che conservano solo l'endosperma. I cereali integrali sono una fonte di carboidrati, molteplici nutrienti e fibre alimentari. Vengono consigliati per perseguire un'alimentazione sana grazie ai loro principi nutritivi e in quanto sono associati a un minor rischio di malattie.

## Storia
I cereali integrali sono alla base dell'alimentazione umana sin dalla preistoria. Ippocrate, vissuto nel III secolo a.C., conosceva il rapporto tra alimentazione e salute e consigliava di consumare cibi integrali come parte di un regime alimentare da lui giudicato sano. Per molti secoli, l'uomo ha fatto affidamento sui mulini del grano per produrre quantità ridotte di farina. I primi sistemi di raffinazione della farina di grano risalgono all'Ottocento.

## Effetti sulla salute

### Valori nutrizionali
I cereali integrali sono una fonte di molteplici nutrienti e fibre alimentari e vengono raccomandati per bambini e adulti in diverse tappe giornaliere. Essendo componenti dei cereali per la colazione, i cereali integrali sono associati a un migliore apporto di micronutrienti e a un minor rischio di malattie. Si pensa che i loro effetti positivi sulla salute gastrointestinale, il rischio di obesità e in termini cognitivi necessitino di un'ulteriore valutazione.
Le proteine dei cereali sono di bassa qualità perché poveri di amminoacidi essenziali come la lisina. L'adozione di cereali con proteine provenienti da altre fonti alimentari (principalmente legumi) è utilizzata in genere per compensare questa carenza, dal momento che la limitazione di un singolo aminoacido essenziale provoca la scomposizione e l'espulsione di tutti gli altri, il che è ritenuto importante per la crescita dell'individuo. Al contrario, le proteine degli pseudocereali hanno un elevato valore nutritivo, vicino a quello della caseina (la principale proteina del latte). La quinoa e l'amaranto sono i cereali più nutrienti per il loro alto contenuto e qualità di proteine, in quanto hanno alti livelli di lisina e altri amminoacidi essenziali.

### Rischi di malattia

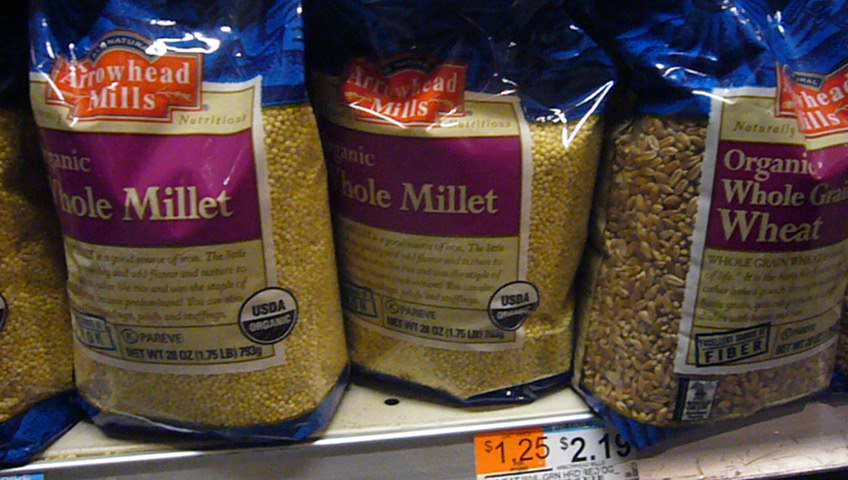
Confezioni di cereali integrali

Negli USA, ai produttori di alimenti contenenti una certa quantità di cereali integrali, è permesso di adottare un'indicazione sulla salute a fini promozionali in cui si afferma che "una dieta a basso contenuto di grassi ricca di prodotti a base di cereali, frutta e verdura contenenti fibre possono ridurre il rischio di alcuni tipi di cancro, una malattia associata a molti fattori" e "una dieta povera di grassi saturi e colesterolo e ricca di frutta, verdura e prodotti a base di cereali che contengono alcuni tipi di fibre alimentari, soprattutto quelle solubili, possono ridurre il rischio di malattie cardiache, che sono associate a molti fattori". L'Autorità europea per la sicurezza alimentare afferma, riguardo alle indicazioni sulla salute dell'intestino o della funzione intestinale, il controllo del peso, i livelli di glucosio e l'insulina nel sangue, la gestione del peso, il colesterolo nel sangue, la sazietà, l'indice glicemico, la funzione digestiva e la salute cardiovascolare "che il costituente alimentare, i cereali integrali, (...) non è sufficientemente caratterizzato in relazione agli effetti dichiarati sulla salute" e, che, pertanto, "non è possibile stabilire una relazione di causa ed effetto tra il consumo di cereali integrali e gli effetti dichiarati appena presi in considerazione."
Oltre a fornire un alto contenuto di fibre ed essere consigliati come parte di un'alimentazione sana, i cereali integrali riducono la probabilità di contrarre diverse malattie coronariche, l'ictus, il cancro e il diabete di tipo 2, riducendo così il rischio di mortalità. Il consumo regolare di cereali integrali può abbassare i livelli elevati di colesterolo LDL e trigliceridi, che possono portare a malattie cardiovascolari. Inoltre, secondo quanto dimostrato in anni meno recenti, il consumo di cereali integrali è inversamente proporzionale a ipertensione, diabete e obesità rispetto ai cereali raffinati, che causano più frequentemente effetti negativi sulla salute cardiovascolare. Nonostante ciò, secondo un riesame del 2017, non ci sono abbastanza prove che confermano una relazione tra il consumo di cereali integrali e la riduzione del rischio di malattie cardiovascolari.

### Problemi legati al glutine

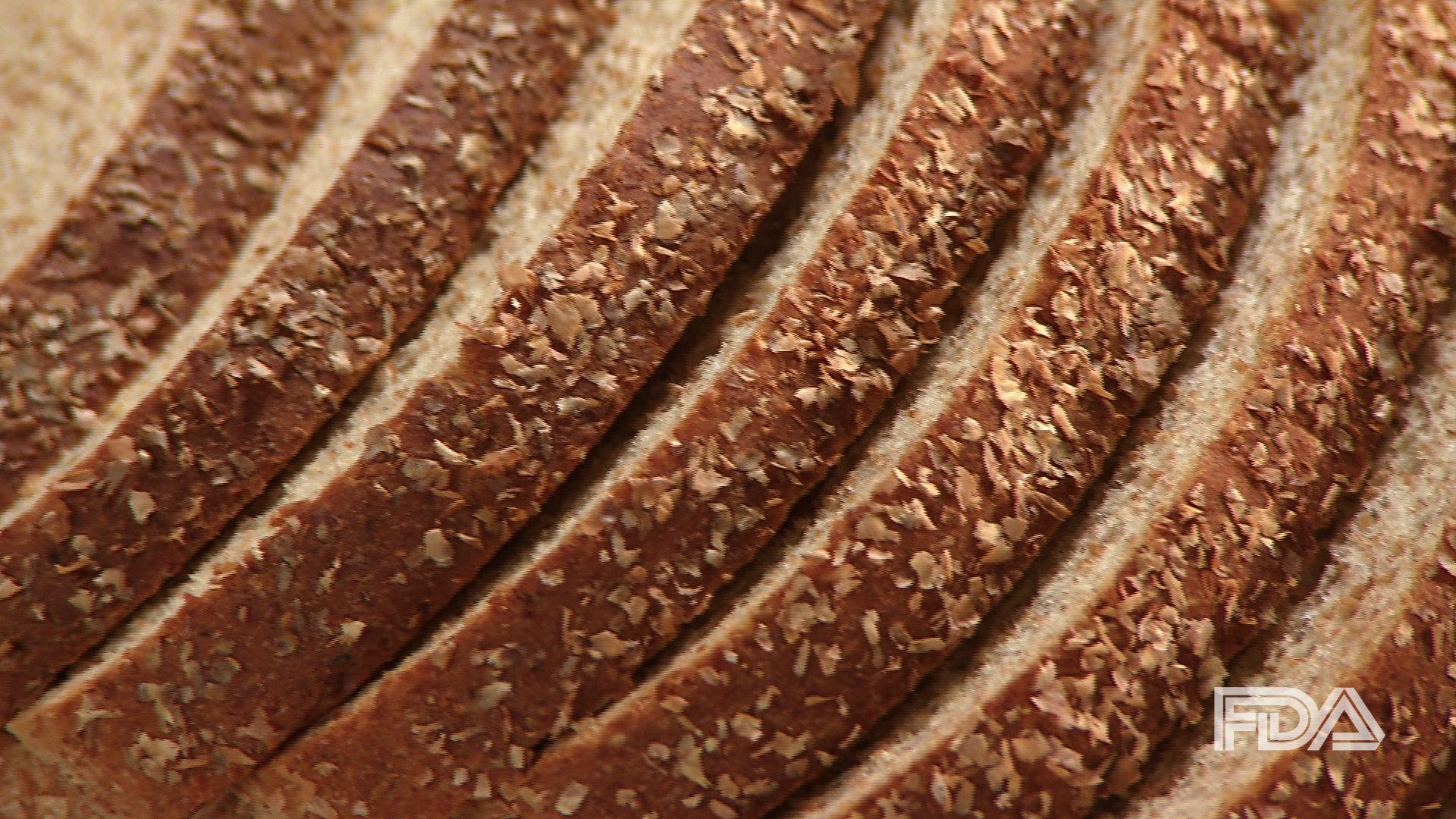
Pane integrale a fette

Il glutine (le proteine presenti nel frumento, nell'orzo, nella segale, nell'avena e in specie e ibridi correlati) può portare alla celiachia nelle persone geneticamente predisposte. Questa malattia colpisce circa l'1% della popolazione totale nei paesi sviluppati e, nella maggior parte dei casi, non viene diagnosticata e trattata. L'unico trattamento efficace per contrastarla consiste nel seguire per tutta la vita una dieta rigorosamente priva di glutine. I cereali minori e gli pseudocereali possono essere un'alternativa ragionevole per sostituire i cereali contenenti glutine per le persone che hanno bisogno di seguire una dieta priva di glutine.
Sebbene la celiachia sia causata da una reazione alle proteine del grano, non ha nulla a che vedere con l'allergia a quel cereale. Altre malattie scatenate dal consumo di glutine sono la sensibilità al glutine non celiaca, (che si stima colpisca dallo 0,5% al 13% della popolazione totale), l'atassia da glutine e la dermatite erpetiforme.